# Csian
Csian (kínaiul: 吉安, pinjin: Jí'ān) prefektúra szintű város Kínában. Lakosainak száma 4 469 176 fő (2020).

## Népesség
| 2018 | 4 956 600 |
| 2020 | 4 469 176 |

## Közlekedés

### Vasút
A várost érinti a Nancsang–Kancsou nagysebességű vasútvonal.

### Légi
A városnak saját repülőtere van.